# Standard di sicurezza sul posto di lavoro
Gli standard di sicurezza sul lavoro sono una serie di documenti normativi che delineano i rischi per la sicurezza e la salute sul lavoro.

OSHA, l'organizzazione statunitense che si occupa di sicurezza sul lavoro

## Storia
Lo scienziato russo Michail Lomonosov nel 1763 descrive per la prima volta i pericoli dell'estrazione mineraria nel suo libro (Le prime fondamenta della metallurgia, o Affari minerari. La storia della sicurezza umana nei luoghi di lavoro è diventata nel 1802 con la legge sulla salute e la morale degli apprendisti.

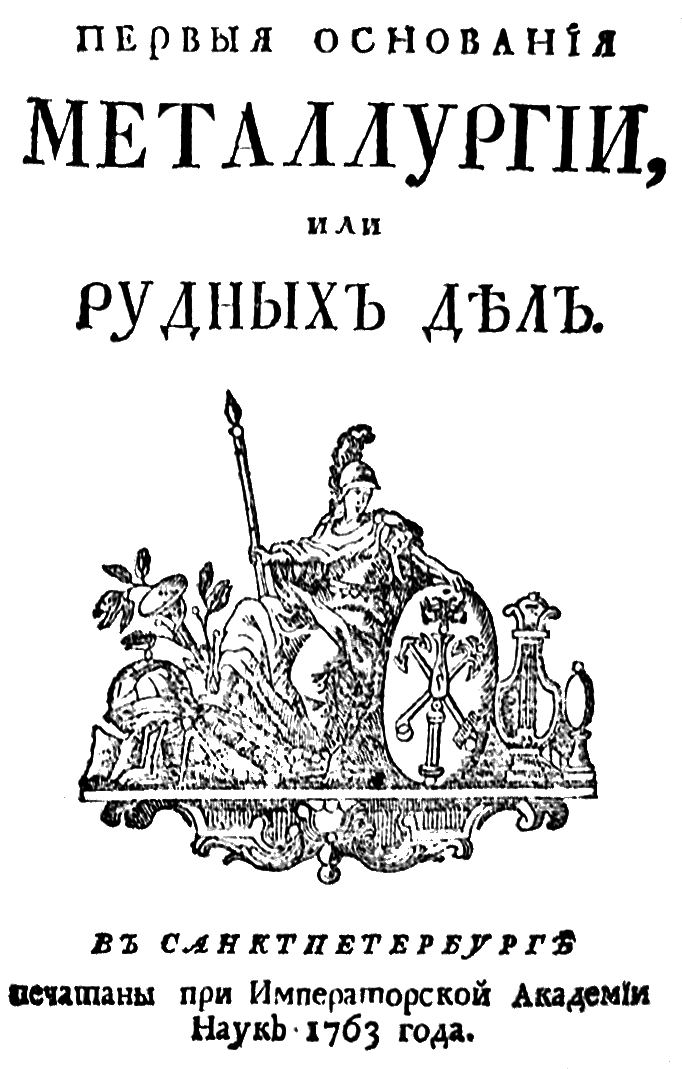

## Organizzazioni per la sicurezza umana
- Stati Uniti Occupational Safety and Health Act (OSHA). L'Occupational Safety and Health Act del 1970 richiede che tutti i datori di lavoro non governativi offrano un posto di lavoro sicuro e salutare per i loro dipendenti.
- National Institute for Occupational Safety and Health (NIOSH)[1]
- Stati Uniti National Council on Radiation Protection and Measurements (NCRP)
- Bulgaria Организация на дейността за осигуряване на Здраве и безопасност (Organization of Health and Safety Activities)[2]
- Russia Организация пропаганды по охране труда и безопасности[3]
- Italia AENOR, Italia Ministero del Lavoro e delle Politiche Sociali, Italia PuntoSicuro
- Cina China Occupational Safety and Health Association (COSHA)
- India Ministry of Labor and Health[4] OSH India[5]
- Spagna Instituto Nacional de Seguridad e Higiene en el Trabajo[6]
- Brasile Ministério Público do Trabalho

## Classificazione

### Protezione standard da campi elettromagnetici a radiofrequenza
- Italia CEI EN 62209-1
- Stati Uniti ANSI/IEEE C95.1–1992
- Russia ГОСТ 12.4.306-2016
- Bulgaria БДС EN 50664:2017
- 1999/519/CE
- Germania DGUV V15
- Polonia PN-EN ISO/IEC 17025:2005

### Standard di protezione laser
- Italia CEI 1381G
- Stati Uniti EN 60825 (IEC 825)
- Russia ГОСТ IEC 60825-4-2014 Безопасность лазерной аппаратуры
- Bulgaria БДС EN 171:2005/Наредба № 9 от 28 октомври 1986
- Polonia PN-91/T-06700

### Protezione da agenti chimici
- Italia CEI 31-35
- DIRECTIVE 2005/69/EC
- CC 813.11 Ordinance on Protection against Dangerous Substances and Preparations
- PN-EN 589

### Sicurezza di saldatura
- Italia CEI 26.13: "Prescrizioni di sicurezza per le apparecchiature di saldatura ad arco (parte 1 - sorgenti di corrente di saldatura).
- Russia ГОСТ 12.3.003-86 Система стандартов безопасности труда (ССБТ). Работы электросварочные. Требования безопасности
- Stati Uniti AWS D17.1/D17.1M:2017
- Francia NF A 85-002
- Germania DIN EN 1011-1
- Spagna NTP 494: Soldadura eléctrica al arco: normas de seguridad
- Polonia PN-EN 1598:2004 Norma wycofana i zastąpiona przez
- Bulgaria БДС EN ISO 14555:2017

### Sicurezza dalle vibrazioni
- Italia CEI 11-27

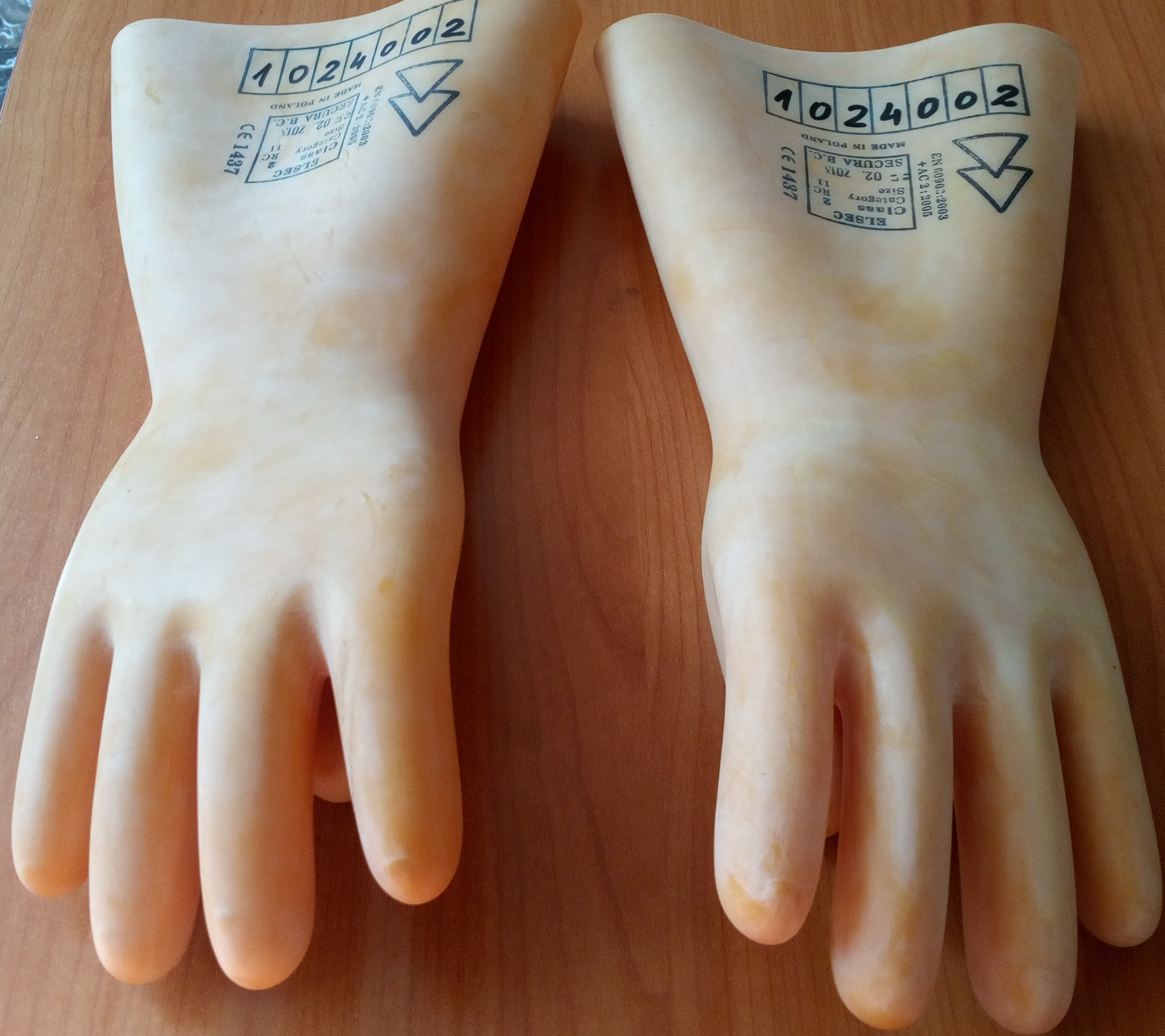
Guanti elettrici di sicurezza

- Stati Uniti     AS2670 - 2001 Evaluation of human exposure to whole-body vibration.
- Stati Uniti  AS ISO 5349.1-2013 Mechanical vibration - Measurement and evaluation of human exposure to hand-transmitted vibration - General requirements
- Russia ГОСТ 12.1.012-78 Система стандартов безопасности труда. Вибрация. Общие требования безопасности
- Francia NF EN ISO 13090 Vibrations et chocs mécaniques
- Spagna NTP 839 Notas Técnicas de Prevención 839 Exposición a vibraciones mecánicas. Evaluación del riesgo
- Polonia 2002/44/WE Direktiwa w sprawie minimalnych wymagańw zakresie ochrony zdrowia i bezpieczeństwa dotyczącychnarażenia pracowników na ryzyko spowodowane czynnikami fizycznymi (wibracji)
- Bulgaria БДС 12.1.012:1980 Охрана на труда. Вибрации. Общи изисквания за безопасност на труда[7]

### Sicurezza del rumore
- Italia CEI EN 61252/A1:2001
- Stati Uniti IEEE 656-2018 - IEEE Standard for the Measurement of Audible Noise from Overhead Transmission Lines
- Russia ГОСТ 12.1.003-83 ССБТ. Шум. Общие требования безопасности
- Polonia PN-EN 352-5:2005/A1:2007
- Francia NF EN 61310-1 Sécurité des machines - Indication, marquage et manoeuvre - Partie 1: exigences pour les signaux visuels, acoustiques et tactiles
- Germania DIN 4109 Normenübersicht Schallschutz (Bau- und Raumakustik)